# Antichloris cyanopasta
Antichloris cyanopasta är en fjärilsart som beskrevs av Paul Dognin 1911. Antichloris cyanopasta ingår i släktet Antichloris och familjen björnspinnare. Inga underarter finns listade i Catalogue of Life.